# The Prom
The Prom is een Amerikaanse musicalfilm uit 2020 onder regie van Ryan Murphy. Het is een verfilming van de gelijknamige Broadwaymusical van Matthew Sklar, Chad Beguelin en Bob Martin. De hoofdrollen worden vertolkt door Meryl Streep, James Corden, Nicole Kidman, Andrew Rannells en Jo Ellen Pellman.

## Verhaal
Wanneer de narcistische musicalartiesten Dee Dee Allen en Barry Glickman hun productie over first lady Eleanor Roosevelt flopt, besluiten de twee om hun carrière nieuw leven in te blazen door een goed doel te steunen. Samen met de ervaren achtergrondzangeres Angie Dickinson en acteur Trent Oliver besluiten ze om naar Edgewater (Indiana) te reizen om het tienermeisje Emma Nolan te helpen. Emma's schoolbal werd geannuleerd omdat ze met haar lesbische vriendin Alyssa naar het bal wilde gaan.

## Rolverdeling
| Acteur             | Personage          |
| ------------------ | ------------------ |
| Meryl Streep       | Dee Dee Allen      |
| James Corden       | Barry Glickman     |
| Nicole Kidman      | Angie Dickinson    |
| Andrew Rannells    | Trent Oliver       |
| Jo Ellen Pellman   | Emma Nolan         |
| Keegan-Michael Key | Principal Hawkins  |
| Ariana DeBose      | Alyssa Greene      |
| Kerry Washington   | Mrs. Greene        |
| Kevin Chamberlin   | Sheldon Saperstein |
| Sofia Deler        | Shelby             |
| Tracey Ullman      | Vera Glickman      |
| Mary Kay Place     | Grandma Bea        |

## Productie
In 2016 ging The Prom in Atlanta in première. De musical, gebaseerd op een concept van Jack Viertel, werd geschreven door Chad Beguelin (lyrics), Bob Martin (libretto) en Matthew Sklar (muziek). In 2018 ging de musical op Broadway in première.
In april 2019 kondigde film- en televisiemaker Ryan Murphy, die een jaar eerder een samenwerkingsovereenkomst met Netflix had afgesloten, een verfilming van de musical aan. Twee maanden later raakte de casting van Meryl Streep, James Corden, Andrew Rannells, Nicole Kidman en Keegan-Michael Key bekend. In oktober 2019 werd Kerry Washington aan het project toegevoegd en een maand later werd, na een uitgebreide zoektocht, de beginnende actrice Jo Ellen Pellman gecast als het hoofdpersonage Emma. Ariana Grande werd aanvankelijk gecast als het personage Alyssa Greene, maar toen de zangeres vanwege haar tournee The Sweetener World Tour moest afhaken, werd ze vervangen door Ariana DeBose. Awkwafina werd aanvankelijk gecast als Sheldon Saperstein, een personage dat in de oorspronkelijke musical mannelijk was. In januari 2020 haakte ook Awkwafina wegens een te drukke agenda af, waarna haar rol naar Kevin Chamberlin ging.
De opnames gingen op 11 december 2019 van start in Los Angeles. Op 12 maart 2020 werd de productie door de coronapandemie tijdelijk stopgezet. Alle scènes met de hoofdcast waren op dat ogenblik al opgenomen. De productie werd op 23 juli 2020 heropgestart.

## Release
The Prom werd op 4 december 2020 in een select aantal Amerikaanse bioscopen uitgebracht. De Netflix-release volgde op 11 december 2020.

## Soundtrack
1. "Changing Lives" – 3:09
2. "Changing Lives (Reprise)" – 1:54
3. "Just Breathe" – 2:54
4. "It's Not About Me" – 3:59
5. "Dance with You" – 2:35
6. "The Acceptance Song" – 3:22
7. "You Happened" – 3:11
8. "We Look to You" – 2:49
9. "Tonight Belongs to You" – 5:26
10. "Tonight Belongs to You (Reprise)" – 0:43
11. "Zazz" – 3:08
12. "The Lady's Improving" – 2:39
13. "Alyssa Greene" – 2:20
14. "Love Thy Neighbor" – 4:31
15. "Barry Is Going to Prom" – 2:35
16. "Unruly Heart" – 3:59
17. "It's Time to Dance" – 5:05
18. "Wear Your Crown (End credits)" – 3:05
19. "Simply Love (End credits)" – 2:50

## Prijzen en nominaties
| Jaar | Prijs                  | Categorie                      | Genomineerde(n)              | Uitslag     |
| ---- | ---------------------- | ------------------------------ | ---------------------------- | ----------- |
| 2021 | Golden Globes          | Beste film (komedie/musical)   | Beste film (komedie/musical) | Genomineerd |
| 2021 | Golden Globes          | Beste acteur (komedie/musical) | James Corden                 | Genomineerd |
| 2021 | Critics' Choice Awards | Beste komedie                  | Beste komedie                | Genomineerd |